# 挑染
挑染是指美发师讓顧客的部分頭髮保持原来的髮色，部分頭髮染成其他顏色。 頭髮不同的區域還可以染成不同的顏色。  這樣頭髮看起來會有層次感。